# L'illa misteriosa
|  | No s'ha de confondre amb L'illa misteriosa (novel·la). |

L'illa misteriosa (títol original en anglès: Mysterious Island) és una pel·lícula fantàstica angloestatunidenca, dirigida per Cy Endfield, i estrenada el 1961. Ha estat doblada al català.

## Argument[2]
Durant la guerra civil americana, soldats de la unió fugen a bord del globus d'un fort on estaven presoners; per un cúmul de circumstàncies, un soldat sudista es troba amb ells a la barqueta. No sabent com pilotar l'artefacte, van a la deriva, portats pels vents violents d'una gegantina tempesta. S'acaben estimbant contra una illa que sembla deserta. Després altres dos nàufrags s'hi uneixen i, mentre la vida es comença a organitzar, es troben amb les criatures que poblen l'illa: un cranc, vespes, ocells..., però tots d'una talla desmesurada.
Com si amb això no n'hi hagués prou, són atacats per pirates; però l'embarcació d'aquests és bolcada gràcies a la intervenció inesperada del capità Nemo. Aquest últim no havia mort com es creia en el naufragi del seu fantàstic submarí, el Nautilus: de fet, porta secretament experiments científics fora del comú, dels quals els monstres gegantins que poblen l'illa són fruit. Un gran volcà entra llavors bruscament en erupció i amenaça de reduir l'illa al no-res. El capità Nemo sacrificarà la seva nau i la seva vida per salvar els desgraciats aventurers, que marxen a cuita-corrents de la seva illa misteriosa que la lava arrasa completament.

## Repartiment
- Michael Craig: el capità Cyrus Harding
- Joan Greenwood: Lady Mary Fairchild
- Michael Callan: Herbert Brown
- Gary Merrill: Gideon Spilett
- Herbert Lom: el capità Nemo
- Beth Rogan: Elena Fairchild
- Percy Herbert: el sergent Pencroft
- Dan Jackson: el caporal Neb Nugent

## Al voltant de la pel·lícula
- Les escenes a l'illa han estat rodades les costes espanyoles.
- En principi el concepte de la pel·lícula havia d'estar centrat en els nàufrags d'una illa deserta que intenten sobreviure davant els elements, però els productors van jutjar aquesta idea (la idea original de Jules Verne) prou avorrida, i van decidir doncs d'afegir monstres prehistòrics gegants per tal de fer la pel·lícula més excitant.
- Una seqüència amb una planta carnívora gegant estava prevista (el guió existeix) però mai no es va rodar.
- Tota la grafia de la pel·lícula és inspirada en els decorats que figuren en gravat a les edicions originals Hetzel, editor de Jules Verne.
- La música és signada per Bernard Herrmann, el compositor de la música d'Ciutadà Kane i de diverses pel·lícules d'Alfred Hitchcock.